# Campionato del mondo rally 1978
Il Campionato del mondo rally 1978 è stata la 6ª stagione del campionato del mondo rally organizzato dalla FIA.
Il programma è rimasto in gran parte simile al precedente, con l'eccezione della rimozione della Nuova Zelanda dal programma a favore della Costa d'Avorio.

## Storia
Dal 1973 al 1976, il WRC aveva solo la classifica costruttori come validità. Il punteggio è stato modificato nel 1977 ad un più complesso sistema di punti, sia per il posizionamento globale che di gruppo. Una macchina deve entrare nella top 10 globale per segnare punti.
In aggiunta ai costruttori per il campionato '77 e '78, la FIA ha iniziato l'aggiudicazione punti per la Coppa FIA piloti. Tutte le manifestazioni del WRC, in aggiunta ad altri eventi, sono stati contati per la classifica piloti totale. Nel 1979, la Coppa dei piloti è stata incorporata nel WRC come il Campionato del Mondo rally per piloti.

## Classifiche

### Costruttori
| Pos. | Costruttore     |      |    |    |    |    |    |    |    |    |    |     | Tot. |
| ---- | --------------- | ---- | -- | -- | -- | -- | -- | -- | -- | -- | -- | --- | ---- |
| 1    | Fiat            | 14   | 14 | -  | 18 | 18 | 18 | 18 | 16 | -  | 18 | (9) | 134  |
| 2    | Ford            | -    | 18 | 7  | 16 | 9  | 6  | 13 | 13 | -  | -  | 18  | 100  |
| 3    | Opel            | (10) | 12 | -  | 13 | 12 | 11 | 16 | 10 | -  | 12 | 14  | 100  |
| 4    | Porsche         | 18   | -  | 16 | 7  | -  | 12 | -  | 14 | -  | 12 | -   | 79   |
| 5    | Datsun          | -    | -  | 16 | -  | 16 | -  | -  | -  | 10 | -  | 10  | 52   |
| 6    | Toyota          | -    | -  | -  | 15 | 8  | 13 | 14 | -  | -  | -  | -   | 50   |
| 7    | Lancia          | 8    | 12 | -  | -  | 11 | -  | -  | 18 | -  | -  | -   | 49   |
| 8    | Peugeot         | -    | -  | 18 | 9  | -  | -  | -  | -  | 18 | -  | -   | 45   |
| 9    | Renault         | 17   | -  | -  | -  | -  | -  | -  | -  | 16 | -  | -   | 33   |
| 10   | British Leyland | -    | -  | -  | -  | -  | -  | 12 | -  | -  | -  | 12  | 24   |
| 11   | Saab            | -    | 8  | -  | -  | -  | -  | 10 | -  | -  | -  | -   | 18   |
| 12   | Volkswagen      | -    | 9  | -  | -  | -  | -  | 8  | -  | -  | -  | -   | 17   |
| 13   | Mitsubishi      | -    | -  | 5  | -  | -  | -  | -  | -  | 11 | -  | -   | 16   |
| 14   | Vauxhall        | -    | -  | -  | -  | -  | 14 | -  | -  | -  | -  | -   | 14   |
| 14   | Alfa Romeo      | -    | -  | -  | -  | -  | -  | -  | 14 | -  | -  | -   | 14   |
| 16   | Mercedes-Benz   | -    | -  | 12 | -  | -  | -  | -  | -  | -  | -  | -   | 12   |
| 17   | Volvo           | -    | 10 | -  | -  | -  | -  | -  | -  | -  | -  | -   | 10   |
| 18   | Chrysler        | -    | -  | -  | -  | -  | -  | -  | -  | -  | -  | 8   | 8    |
| 19   | Škoda           | -    | -  | -  | -  | 6  | -  | -  | -  | -  | -  | -   | 6    |
| 20   | Alpine-Renault  | -    | -  | -  | -  | -  | -  | -  | -  | -  | 5  | -   | 5    |
| 21   | Lada            | -    | -  | -  | -  | 4  | -  | -  | -  | -  | -  | -   | 4    |
| Pos. | Costruttore     |      |    |    |    |    |    |    |    |    |    |     | Tot. |

### Piloti
Per il 2º anno consecutivo la FIA assegnò anche un titolo piloti (Coppa FIA piloti), aggiungendo alle gare del mondiale altri eventi internazionali (distinti i violetto in tabella, nelle colonne corrispondenti). L'anno successivo, nel campionato del mondo rally 1979, verrà assegnato per la prima volta il titolo piloti.
Si potevano conteggiare non più di cinque rally WRC, due del campionato europeo (a coefficiente 4) ed uno solo tra gli eventi speciali FIA. Come successo ai piloti Röhrl e Waldegård, se un pilota non partecipava ad almeno una prova del campionato europeo rally, ci avrebbe rimesso il miglior risultato ottenuto nel WRC (tra parentesi nella tabella).
| #  | Pilota              | Rally             | Rally                | Rally             | Rally            | Rally                 | Rally             | Rally             | Rally              | Rally                | Rally                    | Rally             | Rally              | Rally             | Rally             | Rally                | Rally             | Rally                     | Rally              | Rally                  | Tot. |
| -- | ------------------- | ----------------- | -------------------- | ----------------- | ---------------- | --------------------- | ----------------- | ----------------- | ------------------ | -------------------- | ------------------------ | ----------------- | ------------------ | ----------------- | ----------------- | -------------------- | ----------------- | ------------------------- | ------------------ | ---------------------- | ---- |
|    |                     | Monaco (bandiera) | Finlandia (bandiera) | Svezia (bandiera) | Kenya (bandiera) | Portogallo (bandiera) | Grecia (bandiera) | Scozia (bandiera) | Polonia (bandiera) | Finlandia (bandiera) | Nuova Zelanda (bandiera) | Canada (bandiera) | Francia (bandiera) | Italia (bandiera) | Italia (bandiera) | Australia (bandiera) | Spagna (bandiera) | Costa d'Avorio (bandiera) | Francia (bandiera) | Regno Unito (bandiera) |      |
| 1  | Markku Alén         | -                 | 4                    | (4)               | -                | 9                     | 6                 | 0                 | -                  | 9                    | -                        | 6                 | -                  | 9                 | 9                 | -                    | -                 | -                         | -                  | 0                      | 52   |
| 2  | Jean-Pierre Nicolas | 9                 | -                    | -                 | 9                | 4                     | 0                 | -                 | -                  | -                    | -                        | -                 | 0                  | -                 | -                 | -                    | -                 | 9                         | 0                  | 0                      | 31   |
| 3  | Hannu Mikkola       | -                 | -                    | 6                 | -                | 6                     | -                 | 9                 | -                  | 0                    | -                        | -                 | -                  | -                 | -                 | -                    | -                 | -                         | -                  | 9                      | 30   |
| 4  | Michèle Mouton      | 0                 | -                    | -                 | -                | -                     | -                 | -                 | -                  | -                    | -                        | -                 | 9                  | -                 | 3                 | -                    | -                 | -                         | 2                  | -                      | 14   |
| 5  | Russell Brookes     | -                 | -                    | -                 | -                | -                     | -                 | -                 | -                  | -                    | 9                        | -                 | -                  | -                 | -                 | -                    | -                 | -                         | -                  | 4                      | 13   |
| 6  | Walter Röhrl        | 3                 | -                    | -                 | -                | 0                     | (9)               | -                 | -                  | -                    | -                        | 9                 | -                  | 0                 | -                 | -                    | -                 | -                         | -                  | 1                      | 13   |
| 7  | Bernard Darniche    | 2                 | -                    | -                 | -                | 0                     | -                 | -                 | -                  | -                    | -                        | -                 | 0                  | -                 | -                 | -                    | -                 | -                         | 9                  | -                      | 11   |
| 7  | Ari Vatanen         | -                 | 9                    | 2                 | -                | 0                     | -                 | -                 | -                  | 0                    | -                        | -                 | -                  | -                 | -                 | -                    | -                 | -                         | -                  | 0                      | 11   |
| 9  | Jean Ragnotti       | 6                 | -                    | -                 | -                | -                     | -                 | -                 | -                  | -                    | -                        | -                 | 0                  | -                 | -                 | -                    | -                 | 4                         | -                  | -                      | 10   |
| 9  | Pentti Airikkala    | -                 | -                    | 0                 | -                | -                     | -                 | -                 | 6                  | 4                    | -                        | -                 | -                  | -                 | -                 | -                    | -                 | -                         | -                  | 0                      | 10   |
| 11 | Antonio Zanini      | -                 | -                    | -                 | -                | -                     | -                 | -                 | 9                  | -                    | -                        | -                 | -                  | -                 | -                 | -                    | 0                 | -                         | -                  | -                      | 9    |
| 11 | Tony Carello        | -                 | -                    | -                 | -                | -                     | -                 | -                 | -                  | -                    | -                        | -                 | -                  | -                 | -                 | -                    | 9                 | -                         | -                  | -                      | 9    |
| 11 | George Fury         | -                 | -                    | -                 | -                | -                     | -                 | -                 | -                  | -                    | -                        | -                 | -                  | -                 | -                 | 9                    | -                 | -                         | -                  | -                      | 9    |
| 14 | Björn Waldegård     | -                 | -                    | (9)               | 3                | 0                     | -                 | -                 | -                  | -                    | -                        | -                 | -                  | -                 | -                 | -                    | -                 | -                         | -                  | 6                      | 9    |

### Sistema punteggio
| Posizione finale | Gruppo finale | Gruppo finale | Gruppo finale | Gruppo finale | Gruppo finale | Gruppo finale | Gruppo finale | Gruppo finale | Gruppo finale | Gruppo finale |
| Posizione finale | 1             | 2             | 3             | 4             | 5             | 6             | 7             | 8             | 9             | 10            |
| 1                | 18            | -             | -             | -             | -             | -             | -             | -             | -             | -             |
| 2                | 17            | 16            | -             | -             | -             | -             | -             | -             | -             | -             |
| 3                | 16            | 15            | 14            | -             | -             | -             | -             | -             | -             | -             |
| 4                | 15            | 14            | 13            | 12            | -             | -             | -             | -             | -             | -             |
| 5                | 14            | 13            | 12            | 11            | 10            | -             | -             | -             | -             | -             |
| 6                | 13            | 12            | 11            | 10            | 9             | 8             | -             | -             | -             | -             |
| 7                | 12            | 11            | 10            | 9             | 8             | 7             | 6             | -             | -             | -             |
| 8                | 11            | 10            | 9             | 8             | 7             | 6             | 5             | 4             | -             | -             |
| 9                | 10            | 9             | 8             | 7             | 6             | 5             | 4             | 3             | 2             | -             |
| 10               | 9             | 8             | 7             | 6             | 5             | 4             | 3             | 2             | 1             | 1             |

## Risultati
| Rally                                   | Data            | Validità           | Podio Piloti (Tempo finale)                                                                                              | Podio Auto                                                                     |
| --------------------------------------- | --------------- | ------------------ | --- | ------------------------------------------------------------------------------ |
| 1 46° Rallye Automobile Monte Carlo     | 21–28 gennaio   | Costruttori Piloti | 1. Jean-Pierre Nicolas (6h:57m:03s) 2. Jean Ragnotti (6h:58m:55s) 3. Guy Fréquelin (6h:59m:55s)                          | 1. Porsche 911 SC 2. Renault 5 Alpine 3. Renault 5 Alpine                      |
| 2 13° Arctic Rally                      | 3–5 febbraio    | Piloti             | 1. Ari Vatanen (6h:25m:03s) 2. Henri Toivonen (6h:28m:44s) 3. Markku Alén (6h:36m:20s)                                   | 1. Ford Escort RS1800 2. Chrysler Avenger 3. Fiat 131 Abarth Rally             |
| 3 28° International Swedish Rally       | 10–12 febbraio  | Costruttori Piloti | 1. Björn Waldegård (6h:42m:40s) 2. Hannu Mikkola (6h:44m:08s) 3. Markku Alén (6h:45m:26s)                                | 1. Ford Escort RS1800 2. Ford Escort RS1800 3. Fiat 131 Abarth Rally           |
| 4 26° Safari Rally                      | 23–27 marzo     | Costruttori Piloti | 1. Jean-Pierre Nicolas (+8m:18s penalties) 2. Vic Preston, Jr. (+8m:55s penalties) 3. Rauno Aaltonen (+9m:10s penalties) | 1. Peugeot 504 V6 Coupé 2. Porsche 911 SC 3. Datsun 160J                       |
| 5 11º Rallye de Portugal Vinho do Porto | 19–23 aprile    | Costruttori Piloti | 1. Markku Alén (7h:45m:33s) 2. Hannu Mikkola (7h:50m:01s) 3. Jean-Pierre Nicolas (8h:01m:01s)                            | 1. Fiat 131 Abarth Rally 2. Ford Escort RS1800 3. Ford Escort RS1800           |
| 6 25° Acropolis Rally                   | 29 May–2 giugno | Costruttori Piloti | 1. Walter Röhrl (10h:00m:50s) 2. Markku Alén (10h:10m:54s) 3. Shekhar Mehta (10h:23m:36s)                                | 1. Fiat 131 Abarth Rally 2. Fiat 131 Abarth Rally 3. Datsun 160J               |
| 7 19° Esso-Lombard Scottish Rally       | 3–7 giugno      | Piloti             | 1. Hannu Mikkola (4h:26m:38s) 2. Pentti Airikkala (4h:34m:36s) 3. Roger Clark (4h:35m:11s)                               | 1. Ford Escort RS1800 2. Vauxhall Chevette 2300 HS 3. Ford Escort RS1800       |
| 8 38° Rajd Polski                       | 6–9 luglio      | Piloti             | 1. Antonio Zanini (5h:51m:01.2s) 2. Franz Wittmann (6h:04m:10.9s) 3. Salvador Cañellas (6h:09m:04.8s)                    | 1. Fiat 131 Abarth Rally 2. Opel Kadett GT/E 3. Fiat 131 Abarth Rally          |
| 9 28° 1000 Lakes Rally                  | 25–27 agosto    | Costruttori Piloti | 1. Markku Alén (3h:30m:10s) 2. Timo Salonen (3h:32m:14s) 3. Pentti Airikkala (3h:32m:50s)                                | 1. Fiat 131 Abarth Rally 2. Fiat 131 Abarth Rally 3. Vauxhall Chevette 2300 HS |
| 10 9° Motogard Rally of New Zealand     | 2–5 settembre   | Piloti             | 1. Russell Brookes (9h:57m:12.0s) 2. Jim Donald (10h:09m:29.4s) 3. Paul Adams (10h:41m:55.8s)                            | 1. Ford Escort RS1800 2. Ford Escort RS1800 3. Ford Escort RS1800              |
| 11 6° Critérium Molson du Québec        | 13–17 settembre | Costruttori Piloti | 1. Walter Röhrl (4h:54m:23s) 2. Markku Alén (5h:02m:56s) 3. Anders Kulläng (5h:12m:46s)                                  | 1. Fiat 131 Abarth Rally 2. Fiat 131 Abarth Rally 3. Opel Kadett GT/E          |
| 12 37º Tour de France Automobile        | 16–21 settembre | Piloti             | 1. Michèle Mouton (11h:18m:15.7s) 2. Jean-Louis Clarr (11h:34m:01.8s) 3. Chris Sclater (11h:40m:04.0s)                   | 1. Fiat 131 Abarth Rally 2. Opel Kadett GT/E 3. Vauxhall Chevette 2300 HS      |
| 13 20º Rallye Sanremo                   | 3–7 ottobre     | Costruttori Piloti | 1. Markku Alén (10h:53m:28s) 2. Maurizio Verini (11h:04m:00s) 3. Francis Vincent (11h:10m:31s)                           | 1. Lancia Stratos HF 2. Fiat 131 Abarth Rally 3. Porsche 911 SC                |
| 14 6º Giro d'Italia                     | 13–18 ottobre   | Piloti             | 1. Markku Alén (3:56.51,6) 2. Carlo Facetti (3:58.39,2) 3. Leo Pittoni (4:09.42,7)                                       | 1. Lancia Stratos HF 2. Porsche 935 Turbo 3. Lancia Stratos HF                 |
| 15 13° Southern Cross Rally             | 14–18 ottobre   | Piloti             | 1. George Fury (1h:25m:17s) 2. Colin Bond (1h:37m:12s) 3. Wayne Bell (1h:58m:32s)                                        | 1. Datsun Stanza 2. Ford Escort RS1800 3. Holden Gemini                        |
| 16 26º RACC Rallye de España            | 20–22 ottobre   | Piloti             | 1. Tony Carello (4h:20m:03s) 2. Beny Fernández (4h:29m:40) 3. Jorge de Bagration (4h:33m:27s)                            | 1. Lancia Stratos HF 2. Fiat 131 Abarth Rally 3. Lancia Stratos HF             |
| 17 10° Rallye Bandama Côte d'Ivoire     | 21–24 ottobre   | Costruttori Piloti | 1. Jean-Pierre Nicolas (+2m:28s penalties) 2. Timo Mäkinen (+2m:43s penalties) 3. Jean Ragnotti (+3m:50s penalties)      | 1. Peugeot 504 V6 Coupé 2. Peugeot 504 V6 Coupé 3. Renault 5 Alpine            |
| 18 22º Tour de Corse                    | 4–5 novembre    | Costruttori Piloti | 1. Bernard Darniche (6h:47m:34s) 2. Jean-Claude Andruet (6h:51m:59s) 3. Sandro Munari (6h:52m:59s)                       | 1. Fiat 131 Abarth Rally 2. Fiat 131 Abarth Rally 3. Fiat 131 Abarth Rally     |
| 19 27° Lombard RAC Rally                | 19–23 novembre  | Costruttori Piloti | 1. Hannu Mikkola (8:47m:23s) 2. Björn Waldegård (8h:52m:41s) 3. Russell Brookes (8h:58m:55s)                             | 1. Ford Escort RS1800 2. Ford Escort RS1800 3. Ford Escort RS1800              |

## Dislocazione eventi
|                |                  |                     |                    |
| Nero = Asfalto | Marrone = Ghiaia | Blu = Neve/Ghiaccio | Rosso = Superficie |